# Candida Xu
Candida Xu, född 4 september 1607, död 24 juli 1680, var en kinesisk adelskvinna, katolik och filantrop, känd som beskyddare av katolska missionärer i Kina. 
Hon var sondotter till Xu Guangqi. Hennes farfar konverterade 1603 till katolicismen, och hon uppfostrades därför in i denna tro. 
Hon utövade genom sin far, son och andra kontakter ett stort inflytande för att gynna katolska missionärer i Kina. Som kinesisk överklasskvinna levde hon ett isolerat liv, men hon verkade för att gynna katolikerna genom att påverka sina mäktiga manliga släktingar. 
Hon hade också en betydande privatförmögenhet, som hon använde för att donera byggnader och finansiera katolska missionärer. Hon organiserade kvinnor som vävde och handarbetade i Shanghai till förmån för missionärerna, och var ledare för kristna kinesiska kvinnor i Shanghai. 
Hon har kallats Kinas apostel. 